# Индустријска зона Вја Веце-Провинчале Ест (Бергамо)
Индустријска зона Вја Веце-Провинчале Ест је насеље у Италији у округу Бергамо, региону Ломбардија.
Према процени из 2011. у насељу је живело 32 становника. Насеље се налази на надморској висини од 185 м.